# 横山由依
横山 由依（よこやま ゆい、1992年〈平成4年〉12月8日 - ）は、日本の女優、タレント、YouTuberであり、女性アイドルグループAKB48の元メンバーである。2015年12月8日から2019年3月31日まで2代目AKB48グループ総監督を務めた。2012年11月から2013年4月にかけて、AKB48とNMB48を兼任していた。AKB48の派生ユニットNot yetのメンバーである。
京都府相楽郡木津町 (現在の木津川市）出身。太田プロダクション所属。夫はコーラスグループ「純烈」メンバーの後上翔太。

## 来歴
2008年
- 京都府立西宇治高等学校に入学した。同校と京都府立城南高等学校の統合により開校した京都府立城南菱創高等学校出身である[7][8]。

2009年
- 3月、『SKE48第二期メンバーオーディション』に応募するも不合格であった。
- 4月、『AKB48 第五回研究生（8期生）オーディション』に応募するも不合格であった。
- 9月20日、『AKB48 第六回研究生（9期生）オーディション』に合格した。

2010年
- 10月10日、『Visit Zooキャンペーン応援プロジェクト AKB48 東京秋祭り supported by NTTぷらら』においてチームKに昇格（9期生初の昇格[9]）することが発表された[10]。

2011年
- 1月21日、『AKB48 リクエストアワーセットリストベスト100 2011』において、大島優子・北原里英・指原莉乃とともに新ユニット『Not yet』を結成することが発表された[11]。
- 3月7日、「NHK春の新番組」の魅力を伝える「チームぴちぴちNHK」を他の8人のAKB48メンバーとともに結成。3月中旬から4月中旬までの限定活動。ミニ番組や、ポスターなどに登場する[12]。
- 3月16日、『Not yet』として、1stシングル「週末Not yet」でデビュー[13]。
- 3月、『第3回沖縄国際映画祭』に参加し、他の11人のAKB48メンバーらと共に、東北地方太平洋沖地震（東日本大震災）後、初のイベント出演やライブを行う[14]。
- 5月9日からテレビ東京で放送された『世界卓球2011ロッテルダム』において、他の9人のAKB48メンバーとともに日本代表を応援するサポーターとして参加した。横山は「同世代の人たちの健闘ぶりを見て私もプラスにできたら」と語り、番組に出演するなど様々な形で中継を盛り上げる[15]。
- 5月25日発売の21stシングル「Everyday、カチューシャ」で初めて選抜メンバー入りを果たす。
- 6月9日に日本武道館で最終結果が公表された『AKB48 22ndシングル 選抜総選挙「今年もガチです」』[16]では、1万6455票を獲得して19位となり[17]、AKB48の22ndシングルの選抜メンバーとなった[17]。

2012年
- 3月4日、Google+の秋元康の投稿において「ぐぐたす選抜」が発表され、選抜入りを果たした[18]。
- 3月25日、AKB48コンサート『業務連絡。頼むぞ、片山部長! inさいたまスーパーアリーナ』の3日目公演において、AKSから太田プロダクションに移籍打診があったことが発表され[19]、5月に正式に移籍した[要出典]。
- 5月30日発売のNot yetの4thシングル「西瓜BABY」Type-Cに自身初のソロ曲「May」が収録される[20]。
- 5月から6月にかけて実施された『AKB48 27thシングル 選抜総選挙』では15位となり、選抜メンバー入りを果たした[21]。
- 7月19日（7月18日深夜[22]）、自身初の単独冠番組『横山由依（AKB48）がはんなり巡る 京都・美の音色』を関西テレビで放送開始[23]。
- 8月24日、『AKB48 in TOKYO DOME 〜1830mの夢〜』初日公演において、チームAへの異動および同時にNMB48を兼任することが発表された[24]。
- 9月18日に開催された『AKB48 29thシングル選抜じゃんけん大会』では3位となり、選抜メンバー入りを果たした[25]。
- 11月1日、チームAに異動[26]。
- 11月2日、チームAウェイティング公演のスターティングメンバーとして新チームでの活動を開始する[27]。
- 11月7日に発売されたNMB48の6thシングル「北川謙二」に選抜メンバー入りし、NMB48での初仕事となる。
- 12月19日、NMB48チームN公演に出演し、同公演でチームN入りが発表された[28][29]。

2013年
- 4月28日、『AKB48グループ臨時総会 〜白黒つけようじゃないか!〜』最終日の夜公演で、NMB48チームN兼任解除が発表され[30]、同日付で兼任が解除された。ただし、兼任解除後も兼任解除前から決まっていたCD発売記念イベントなどには参加。
- 5月20日、NMB48劇場で開催された「横山由依を送る会」をもってNMB48での活動を終了[31]。
- 5月から6月にかけて実施された『AKB48 32ndシングル 選抜総選挙』では13位となり、選抜メンバーに選出される[32]。
- 6月16日、「AKBチャレンジ ユーキャン!」の企画で挑んだ調剤事務管理士技能検定試験に合格した[33]。
- 7月21日、福岡 ヤフオク!ドームで開催された『AKB48・2013真夏のドームツアー 〜まだまだ、やらなきゃいけないことがある〜』2日目公演において、AKB48を卒業する篠田麻里子からチームAの後継キャプテンに指名される[34]。
- 7月23日、本拠地の東京・AKB48劇場での公演で正式にチームAキャプテンに就任。「横山チームA」スタートに当たり、開演前のスピーチで「みんなと同じ目線で喜怒哀楽を共にしたい」と所信を述べた[35]。

2014年
- 2月24日、Zepp DiverCityで開催された『AKB48グループ大組閣祭り』において、チームKへの異動と同チームのキャプテンに就任することが発表された[36]。
- 4月21日、チームA「ウェイティング」公演の千秋楽が「横山チームA」最終の劇場公演となる[37]。
- 5月7日、この日初日を迎えたチームK 7th Stage「RESET」公演より「横山チームK」の劇場公演を開始する[38]。
- 5月から6月にかけて実施された『AKB48 37thシングル 選抜総選挙』では13位となり、選抜メンバーに選出される[39]。
- 12月8日、この日行われた『AKB48劇場9周年特別記念公演』において、1年後をめどにグループからの卒業を発表したAKB48グループ総監督高橋みなみより次期（2代目）総監督に指名される[40][注釈 1]。

2015年
- 2月5日、初のソロ写真集『ゆいはん』発売。2月16日付オリコン週間「本」ランキングの写真集部門で1位を獲得[42]。
- 2月24日、地元である京都府南部15市町村[注釈 2]の観光をPRする「京都やましろ観光大使」に就任[44]。これを受けて京都府八幡市に本社がある民間バス事業者の京都京阪バスでは、2016年3月25日より約1年間八幡営業所のバス1台に横山のラッピングを施し、前面にヘッドマークを取り付けた上で「ゆいはん号」を運行していた（八幡営業所では「ゆいはん号」とは別に横山のヘッドマークのみを取り付けた車両も3台有していた）。「ゆいはん号」は平日・土曜日・休日ダイヤでそれぞれ路線と時刻を限定して運行していた他、季節により運用を変更して可能な限り京都京阪バスの大半の路線を運行していた[45][6]。また奈良県に本社があるものの、奈良県に隣接する木津川市でも路線バスを運行している奈良交通にも、2015年11月より「AKBゆいはん号」1台が生駒市の北大和営業所に配置されたが、こちらは配置営業所の管轄路線の関係で地元での運行をせず、主に生駒市内や奈良市内を運行していた[46]。
- 3月26日、さいたまスーパーアリーナで行われた『AKB48 春の単独コンサート〜ジキソー未だ修行中!〜』においてチームAへの異動および同チームのキャプテンに再び就任することが発表された[47]。
- 5月から6月にかけて実施された『AKB48 41stシングル 選抜総選挙』では10位となり、選抜メンバーに選出された[48][49]。
- 9月1日、新チーム体制移行完了に伴いチームAキャプテンに復帰。
- 12月8日、AKB48劇場オープン10周年の記念特別公演において、AKB48グループ総監督の職を高橋みなみから正式に継承した[50]。

2016年
- 5月から6月にかけて実施された『AKB48 45thシングル 選抜総選挙』では11位となり、選抜メンバーに選出された[51][52]。
- 12月2日、JR高速バス「ドリーム号」アンバサダーに就任[53]。
- 12月31日、『第67回NHK紅白歌合戦』に出演。番組企画として実施された「夢の紅白選抜」で8位に選出。

2017年
- 5月から6月にかけて実施された『AKB48 49thシングル 選抜総選挙』では7位となり、選抜メンバーに選出された[54]。

2018年
- 1月17日、TOKYO DOME CITY HALLで自身初のソロコンサート『横山由依ソロコンサート〜実物大の希望〜』を開催した[55]。
- 春、AKB48の新チーム体制開始に伴う岡部麟のチームAキャプテン就任により、チームAキャプテンを退任。
- 12月8日、AKB48劇場13周年特別記念公演において、AKB48グループ総監督を退任することを発表[56]。次期総監督にチームAの向井地美音を指名した[56]。

2019年
- 3月31日、AKB48グループ総監督を正式に向井地美音に譲り、退任した[57]。

2020年
- 3月19日にYouTube上に個人チャンネル「Yuihan Life」を開設[58]。

2021年
- 9月12日、日比谷野外音楽堂で行われたライブ「MX夏まつり AKB48 2021年最後のサマーパーティー」において、グループからの卒業を発表した[59]。
- 11月27日、パシフィコ横浜・国立大ホールにおいて「横山由依卒業コンサート〜深夜バスに乗って〜」が行われた[60][61]。
- 12月9日、AKB48劇場で卒業公演を開催し、AKB48としての活動を終了した[59][62][63]。

2024年
- 12月2日、コーラスグループ「純烈」メンバーの後上翔太と結婚したことを夫との連名により発表した[2]。後上との出会いは2023年の純烈座長公演での共演だったという[64]。

## 人物
- 声が高いのは遺伝で、両親も姉も揃って高い。そのために声がよく通り、特に笑い声はよく響いている。大島優子から「（由依は）聞き上手だけど笑い声がとにかくうるさい」、渡辺麻友からは「聞いていて楽しい気持ちになる」、指原莉乃から「（素で本気の）笑い声がモスキート音」と言われ、向井地美音などからは「笑い声がつられる」「つられ笑い代表」と言われている。
- 代謝がいいために非常に汗かきで、その発汗量はAKB48グループでもトップレベルと言われ、汗かき総選挙では2位に大差をつけて1位となったことがある。劇場公演で4曲目には既に汗びっしょりになっていたり、ラーメンを食べるだけで汗をかいたりするほどである。横山によると、小さなころから汗かきは変わらない。あまりの汗かきぶりに現役時代の高橋みなみや宮崎美穂からは「風呂上がり?」や「シャワー浴びた?」といじられたり、Not yetではもんじゃ焼きを焼きながら汗をかいて大島達からいじられながらも汗を拭かれていたりしていた。また、渡辺麻友は横山の第一印象が汗だったと発言した。
- 性格は真面目でサバサバしているが頑固な部分もあり、柔らかな雰囲気とは違ってせっかちで短気である[注釈 3]。真面目ゆえにミスを長めに引きずるタイプ。横山は自身について真面目で頑固、短気、ポジティブで楽観的な他に小心者でめちゃくちゃせっかちであると話していた。真面目過ぎるあまり、悔しくてキレ泣き（怒った顔のまま泣く）することもあり、卒コンではドラムが上手く行かずに裏でキレ泣きし、大島優子や北原里英、指原莉乃から慰められていた。川栄李奈は「こんな真面目な人見た事ないぐらい真面目」と言い、「しっかりと芯があるのに流されやすい」とも話している。
- 周りからは天然ボケだと言われており、たまに天然を発揮することがあるが、横山自身は「天然と言われたことがない」と発言している。
- 涙脆く、同期と10期の昇格や佐々木優佳里や大森美優らの昇格時などは本人達より号泣していたり、めちゃイケのプロレスでは大久保佳代子の光浦靖子への手紙で込山榛香や小田えりなら後輩より早く貰い泣きし矢部浩之ら解説側からツッコミが入った。また、ネ申テレビでの涙脆いメンバーランキングでOB含む全メンバー中で2位に入った。涙脆いのは母親譲りである。
- 非常にツボが浅いゲラであり、AKB48コント「びみょ〜」のコントでは笑ってNGを大量に出し、柏木由紀とのインスタライブでは「（あるコントでは）盛りなしで50ぐらいNGをだし、泣きながら帰った」と話している。また、向井地美音や山根涼羽からは「（横山さんが）笑ってるとつられて笑っちゃう」、入山杏奈からは「面白い話をする時、話してる横山本人が笑い過ぎて肝心の話が聞き取れない」と言われ、先輩や後輩から「笑いのツボが変」と言われていたこともある。
- 自他ともに認めるせっかちであり、本人によるとかなりのせっかちである。それゆえか食べるのも早い。また、向井地美音によると「振り入れの時のリズムを取る為のカウントが早い」らしく、山根涼羽によると「1時間半の振り入れの練習時間が30分ぐらいで終わった」レベルの速さで、山根は振り付けが全く覚えられなかったという。それを聞いた横山は申し訳ないと謝罪していた。
- 柏木由紀や岩立沙穂が言うにはLINEの返信が凄く早い。横山によるとスタンプ送っても文章を返してしまう。横山はLINEでの話の終わり方が良くわかってないと発言したことがある。また、川栄李奈によるとLINEでの話が終わらず、途切れない。
- 寝相がホラー寝相と言われるぐらい悪い。本人も認めるほどの悪さで、宮澤佐江や大家志津香などから寝相の悪い写真をSNSにあげられたこともある。本人によれば、腕を上にあげて寝るらしい。ちなみに寝ている時にものを掴むこともあり、秋元チームKの野中美郷や藤江れいなは電車などで寝ている横山に腕を掴まれたことがあると発言した。
- 母親から聞いた話では生まれた時は真っ白だった。幼少時は、やんちゃで野生児だった[65]他、毎日外で遊んでいたり小学生・中学生時代はテニスやバスケをしていたため、外でやるスポーツを辞めるまでは日焼けで真っ黒だった。
- 幼稚園の時に初恋を経験。皆が憧れる男児を好きだったが、片想いに終わった[65]。
- 幼稚園年少組から音楽教室でエレクトーンを学び、小学校2年生からドラムを学ぶ[65]。
- 小学校のころは学業成績は良く、体育と音楽が得意だった[65]。小学校4年生まで自分のことを「ゆいちゃん」と呼んでいた。小学校4年生の時に大阪城ホールにおいてCHEMISTRYのコンサートを観賞してから芸能界に興味を持つ[65]。
- 体育では走るのが好きで、陸上大会のリレーに出場し、町内駅伝大会では常に優勝か2位だった（横山が言うには周りが速かったかららしい）[65]。
- 習字を習っていた時期があり、硬筆もしていたが、横山自身が言うには字が書く度に違っていて自分の字が嫌いだった。また、今現在の字は学生時代に良い字を書く人がいて、その人と手紙をやり取りする中で字を真似て練習し身につけた。そのため、本人によれば書道で身についたのは綺麗な字ではなく、字を真似る力とのこと。
- 中学校では3年間バスケットボールに熱中し、3年生の時に体育大会で優勝。この間に体力と精神力を養え、自分には団体競技が向いていると感じた[65]。また、2年生からボイストレーニングにも励み[66]、大阪のハートボイススタジオミュージックスクールに通っていた[67]。
- 好きな食べ物は牛丼[66]と餃子[68]。苦手な食べ物はグリーンピース[69]と干し葡萄と牡蠣、お酒はシャンパンと白ワインがあまり得意ではない。
- 趣味は、散歩と音楽鑑賞[70]。
- 特技はドラムと立ったままブリッジから一回転すること。オーディション時は逆立ちと側転を特技としていた。後に早替え（早着替え）も特技だと発言している[注釈 4]。
- 将来は素敵な歌手になり、夢を与えられるような魅力ある人になりたいと思っている[66]。
- 憧れるアーティストとしてCHEMISTRY、いきものがかりを挙げている[70]。また、SEKAI NO OWARIが好きでもあり、好きな楽曲は「スターライトパレード」[71]。SPEEDが好きで、特に今井絵理子が好きだった[65]。
- 調剤事務管理士[72]、ピラティスインストラクター[73]の資格を保有している。
- お笑いコンビ「ラフレクラン」が「コットン」に改名する際の名付け親となった[74]。

### AKB48
- 「夢を叶えるための一つの通過点」というAKB48のコンセプトを気に入ったことが、AKB48の研究生（9期）オーディションに応募したきっかけとなっている[66]。
- キャッチフレーズは「金閣寺よりも輝きたい! 京都出身の横山由依です」[70]だが、本人は金閣のある鹿苑寺に行ったことがない[75]。
- 公式ニックネームは「ゆいはん」だが、「ゆい」「ゆいちゃん」とも呼ばれる。当初は「ゆいはん」という呼びに慣れておらず[76]、『AKB48のオールナイトニッポン』では「ゆいはん」と書かれていたリスナーからのメールを「ゆいちゃん」と自分で読み替えて紹介していた。ファンに対しても「ゆいちゃんって呼んでください」と言っていたが、次第にゆいはんと呼ばれ続けたことで定着し、本人も認めている。元AKB48の梅田彩佳・宮澤佐江とのラジオでは、梅田が「ゆいはん」を「ゆいはむ」としばらく勘違いしていたと明かした。ちなみに宮澤は一時期「ゆいくん」と呼んでいた。呼び名は様々で、AKB48の先輩や同期メンバーは「ゆい」「ゆいちゃん」「横山」、元AKB48の倉持明日香は「はむちゃん」と呼ぶ。一時期は「キャップ(キャプテン)」や「ニロはん」と呼ばれたこともあり、次期総監督になってからは「ジキソー」と呼ばれていた。後輩メンバーは「横山さん」「よこさん」「ゆいさん」「ゆいはんさん」と呼ぶが、一部の親しい後輩からはBBAと言われることも。ちなみに入山杏奈はファンであった為に横山が好き過ぎる余り「ゆいちゃんさん」と呼んでいた時期がある。一時期兼任していたNMB48でも同様の呼び方をされているが、元NMB48の小谷里歩（現・三秋里歩）は「横ちゃん」、白間美瑠は「よこはん」と称し[77]、山口夕輝からは一時期「ビス」「ビスはん」と呼ばれ、元SKE48の松井玲奈はGoogle+の中で「はんさん」と称していた[78]。『しくじり先生』で共演するオードリーの若林正恭は「横山ちゃん」と呼ぶ[79][注釈 5]。また、カバン持ちで共演しているアンタッチャブルの柴田英嗣からは「よこゆい」と呼ばれている。
- よこやまこ、ゆいゆいはん、よこやまゆいりーなど、後輩とのコンビ名の場合に比率が多めになりがちである。
- ゆいはんの「はん」を取って語尾につけることで弄られることがある[注釈 6]。例えばゆいはんが怒ったら「おこはん」など。
- 倉持明日香ほどではないが、メンバーに対して個性的なあだ名を付けて呼ぶことがある。入山杏奈を「あんちゃん」や「あんこ」、兒玉遥を「ぴっぴ」、大家志津香を「しーご[注釈 7]」など。小谷里歩には涙脆さから「徳光さん」や「涙の安売り」と一時的だが付けたこともある。相笠萌の公式ニックネームを「もえもえ」から「もえちゃん」に変えたのは横山である（秋元チームK公演時に、ニックネームが呼びにくいので変えたらどうかと横山が提案し、相笠が変えた）。
- 先輩後輩問わずから尊敬するメンバーにあげられており、特に後輩からは「人として尊敬している」や「横山さんみたいな人になりたい」と言うメンバーも多い。岡部麟は「(横山由依は)メンバーとしての理想像」とTwitterで発言していた。また、その人柄と性格ゆえか、3期生の先輩である柏木由紀や仲川遥香などは「(横山は)後輩だけど、後輩じゃないみたい」と言われていた。
- AKBの中でも屈指の愛されキャラであり、先輩同期後輩はおろか本店支店すら問わず関わったメンバーから好かれており、また、横山自身も関わったメンバーにたくさんの愛情を注いでいた。下尾みうは波長が凄く合うし優しくてほっとする、中西智代梨はおばあちゃんみたいな安心感があり、心の底からほっとする、谷口めぐは暖かくて包み込んでくれる包容力があると発言している。
- 前述の入山杏奈の他に、谷口めぐ、行天優莉奈、石綿星南、橋本陽菜やSKE48の松本慈子、HKT48の渡部愛加里は横山由依のファン（オタク）である。OGではチーム8の沖縄代表の宮里莉羅も横山のファンであった。先輩では高橋みなみや野呂佳代が横山由依が推しメンだと公言していた。佐々木優佳里、田野優花、湯本亜美、向井地美音など、横山に優しくされたり救われたことでベタ惚れのような状態になったメンバーも複数居る。芸能人ではニッチェの江上敬子がファンだと公言している。また、『あちこちオードリー』において、オードリー若林も好意的であること、卒業コンサートに行くか迷っていたことが本人により明かされた（相方の春日から「ファンじゃん」とツッコまれている）。
- 地方組（大家志津香、北原里英、指原莉乃）は親ぐるみで仲が良い。また、卒コン直前SPで13期の岩立沙穂によると岩立の母と横山の母が仲良しで、横山が卒業発表した際は岩立の母が横山の母にLINEをしていたとの事。地方組は仲良しなのだが、なぜか指原莉乃との不仲説が浮上したことがある。また、同期の山内鈴蘭とは実際に多少不仲であったが、横山は不仲説が出たことに驚いていた。しかし、9期10周年公演での両者によるとある時にお酒を飲みながらお互いに大人になったね、などと話す中で誤解などを含め邂逅したと話している。
- メンバーに対しても気遣いがマメであり、LINEを素早く返したり長文を送ったり、卒業コンサートの前日に長文のLINEを送ったり、当日には出演メンバーの一人一人に手書きの手紙を書いて渡していた。また、行天優莉奈によれば卒業フォトブックが出た後、卒業するまでに全員にサインとメッセージを書いて渡せないメンバーの為に公演の楽屋に残していたという。
- 高橋みなみに次ぐ「大丈夫センサー」の持ち主と言われており、様々なメンバーを助けたり、また気づかれたことに驚かせたりしていた。それゆえに公演や雑誌インタビューなどでメンバーを助けたりした逸話やイケメン話が度々メンバーから語られている。逸話の例は現役時代の高橋朱里が泣いて電話して来た時には家まで駆けつける、焼肉屋で号泣した現役時代の荻野由佳の話を優しく聞いてあげる、小田えりなによると、根も葉もrumorの撮影時、病気療養明けの柏木の代わりに最終日のダンスシーンのみアンダー参加だった為に当日座る席が分からず入口付近でボーッと立っていた所、それに気づいた横山が自分の横の席をこじ開けて小田を呼び、座らせてくれたと自身のshowroomで語っている、などがある。また、別枠で活動している状態だったチーム8を気にかけて優しく接しており「チーム8はAKBだよ」と発言したりしてチーム8メンバーを泣かせたりしていた。それゆえか、岡部麟は横山の卒業メモリアルフォトブックなどで「横山さんは私たち（チーム8メンバーたち）のヒーロー」と書いている。
- 候補生時代は地元の高校に通いながら、放課後はファーストフード店やファミリーレストラン、食品工場などでアルバイト、帰宅後に自主練習をしていた。金曜日の夜行バスで東京に向かい、土日はレッスンに参加し、再び夜行バスで京都に帰宅する日々を送っていた[80]。夜行バスの交通費と宿泊ホテルの利用料は、自身のアルバイト代で賄っていた[9]。
- 関東地方以外出身の研究生から正式メンバーへの昇格は横山で6人目、近畿地方出身者の昇格は初めてである。2010年6月、新チームAが新公演の準備を進める中、ダンスコーチから振り付けなどを学び、多忙でレッスンに参加できない篠田麻里子に内容を伝える中継役を、他の新チームAメンバーの協力を得つつ務めている[9]。後に友撮本の対談において篠田によると、本来は篠田のアンダーは横山では無い研究生だったが、篠田がたまたま研究生のレッスンを見る機会があり、そこで真剣に一生懸命踊っていた横山を見て「絶対あの子（横山）が良い!」とお願いしていたことを話した（篠田曰くは私のわがまま、とのこと）。また、横山の他叙伝において高橋みなみは篠田はプロ意識が高い為、研究生にはハードルが高かったが横山はしっかりとこなし、「あの子（横山）凄い」と後輩を誉める事が滅多にない篠田が褒めたことを話した。大家志津香は「（当時の）横山は毎日懸命に練習していた為、寝ながら（チームAの曲の）カウントを数えていた」と話し、同期の永尾まりやは「選抜は挨拶するのも恐れ多かったので、私じゃなくて良かったと思ったほどです」と発言している。
- 高橋みなみは「超努力家」と評している。篠田麻里子からも「本当に努力家」と評されている[81]。
- AKB48SHOWの総監督の説教部屋において、高橋みなみと大島優子から「自分達先輩の背中を見て勝手に育ってくれるレアケース」と言われていた。
- 高橋みなみは横山を自分に似ていると発言したことがあったり、横山を一貫して推しメンと言っていたりと気にかけており、次第に1期と9期とは思えないほど仲良くなっていた。後輩や支店メンバーに横山に甘える高橋を目撃されている。高橋の横山へ抱いた第一印象はジャージの子だった。
- 大島優子はNot yetを経て横山と親しくなり、2期と9期の間柄とは思えない程で卒業しても年1位で会っている。大島はへこたれない横山だからこそ厳しく接したことを話したり、自身の卒業時には横山をビシバシ鍛えたと発言し、横山の卒コンでは「何も心配していない」と発言した[82]。
- 戸賀崎智信は、「横山はレッスンの量は人一倍、リハーサルの30分前には来ている努力の人で、朝から晩までAKB48のことを考えており、ちゃんとやれば評価されることを周囲に示せる、正式メンバーになる資格を持った人でもある、彼女が昇格したことに文句を言える人はいない」という趣旨の発言をしている[9]。
- 2010年10月10日に開催された『AKB48東京秋祭り』2日目「ぐだぐだカラオケ大会」の一発芸コーナーに内田眞由美・鈴木まりや・永尾まりやと横山の4名で「チーム体育会系アイドル」として登場し、永尾と2人で息の合ったツインロンダートを披露している[83]。
- 漫画好きで、峯岸みなみ・田名部生来・石田晴香・北原里英と「マンガ大好きシュミニティ」メンバーとして登場[84]。
- 元々揚げ足取ることが好きだったこともあり、2012年8月、文化放送『リッスン? 〜Live 4 Life〜』出演時にリスナーからの質問にズバズバ答えて以来、「マジレス」キャラが浸透、2013年12月から『月刊AKB48新聞』に連載「メンバーのお悩み ズバッと解決いたします マジレスゆいはん」が連載されることとなった[85]。
- チーム8には同音異字のメンバー・横山結衣（青森県代表）が在籍し[86]、「根も葉もRumor」では2人の「よこやまゆい」が選抜メンバーとなった[87]。
- 卒業曲となる「君がいなくなる12月」のMVについて、自ら監督を務めた[88]。

### Not yet
Not yetのメンバーとなったことについて、当初実感が湧かなかったが、聞く人に元気を与えられるようなユニットにしたいと述べた。1stシングル「週末Not yet」のタイトル曲については、聞いた人が元気になる曲で、キーが歌い易く、録っていて気持ち良かった、と語っている。Not yetのレコーディングの際、横山は当初それとは知らず、ドキュメンタリー映画のエンディングの録音だと思っていた。同作品の通常盤Bに付属されているDVDに収められるショートフィルムの演技について、「演技らしい演技をするのが初めてで、気持ちの作り方とか判らず難しかったが、演技することに興味が湧いてきたので勉強したい」とのこと（後に泣くシーンでは余りにも泣けずに監督さんに怒られたことで短気ゆえにカッとなり、なんで怒られなきゃならないのか、となって泣いたことをalreadyコンサートの4人トークで明かした）。ダンスは2コーラス目のサビの振り付けが凄く好きだが、得意じゃないので、MV撮影は、がむしゃらにやったと述べる。
また、同作品関連の写真撮影も難しかったとし、写真撮影の際に自分がどういう顔をしているのか、今後研究したいとしている。同DVDのメイキング映像で大島や北原が、「やる度にうまくなる、成長する」と横山を評している。2ndシングル「波乗りかき氷」ではMVで余りにも動かなかった為、大島達から「横山伝説のPV」といじられており、生写真も動いていないポーズのものだった。また、ヨンパラにおいては「ニローニ」や「違和感ないままフリーズ」など笑いの神様に取り憑かれたような物事を起こしている。フリーズ時に大島は「ニローニから由依がツボ」と笑いながら話し、指原・北原も頷いていた。後に「違和感ないままフリーズ」はヨンパラの伝説と言われ、横山以外のAKBメンバーのフリーズで知っているファンにより度々ネタになっている。

## AKB48・NMB48での参加楽曲

### シングル選抜楽曲
AKB48名義
- 「ポニーテールとシュシュ」に収録
  - 僕のYELL - 「シアターガールズ」名義
- 「チャンスの順番」に収録
  - ALIVE - 「team K」名義
- 「桜の木になろう」に収録
  - 偶然の十字路 - 「アンダーガールズ」名義
- Everyday、カチューシャ
  - これからWonderland
  - ヤンキーソウル
- フライングゲット
  - 青春と気づかないまま
  - 野菜占い
- 風は吹いている
- 「上からマリコ」に収録
  - ノエルの夜
  - ゼロサム太陽 - 「Team K」名義
- GIVE ME FIVE!
  - 羊飼いの旅 - 「スペシャルガールズB」名義
- 真夏のSounds good !
  - ぐぐたすの空
  - 君のために僕は…
- ギンガムチェック
- UZA
  - 孤独な星空 - 「Team A」名義
- 永遠プレッシャー
  - とっておきクリスマス
  - HA! - 「NMB48」名義
- So long !
  - Ruby - 「篠田TeamA」名義
- さよならクロール
  - イキルコト - 「Team A」名義
- 恋するフォーチュンクッキー
  - 最後のドア
  - 涙のせいじゃない
- ハート・エレキ
  - キスまでカウントダウン - 「Team A」名義
- 「鈴懸の木の道で「君の微笑みを夢に見る」と言ってしまったら僕たちの関係はどう変わってしまうのか、僕なりに何日か考えた上でのやや気恥ずかしい結論のようなもの」に収録
  - Mosh & Dive
  - Party is over
- 前しか向かねえ
- ラブラドール・レトリバー
  - 今日までのメロディー
  - 愛しきライバル - 「Team K」名義
- 心のプラカード
  - セーラーゾンビ - 「ミルクプラネット」名義
- 希望的リフレイン
  - 初めてのドライブ - 「Team K」名義
- Green Flash
  - マジすかFight
  - 春の光 近づいた夏
  - 履物と傘の物語
- 僕たちは戦わない
  - バレバレ節 - 「WONDA選抜」名義
  - 君の第二章
  - 出逢いの日、別れの日 - 「ゲンソー&ジキソー」名義
- ハロウィン・ナイト
  - 一歩目音頭
  - ヤンキーマシンガン
  - 群像
- 唇にBe My Baby
  - 365日の紙飛行機
  - やさしい place - 「Team A」名義
  - 背中言葉
- 君はメロディー
  - 混ざり合うもの - 「乃木坂AKB」名義
  - M.T.に捧ぐ - 「横山Team A」名義
- 翼はいらない
  - Set me free - 「Team A」名義
- LOVE TRIP/しあわせを分けなさい
  - 光と影の日々
  - BLACK FLOWER
- ハイテンション
  - Better
- シュートサイン
- 願いごとの持ち腐れ
  - あの頃の五百円玉
- #好きなんだ
  - ギブアップはしない - 「ロングスピーチ横山」として参加
- 11月のアンクレット
  - 予想外のストーリー - 「ボーカル選抜」名義
- ジャーバージャ
- Teacher Teacher
  - 君は僕の風 - 「AKB48グループ センター試験選抜」名義
  - ロマンティック準備中 - 「Team A」名義
- センチメンタルトレイン
  - 百合を咲かせるか?
- NO WAY MAN
- ジワるDAYS
  - 必然性 - 「IZ4648」名義
- サステナブル
- 失恋、ありがとう
  - 愛する人
- 根も葉もRumor
  - 離れていても
  - 君がいなくなる12月

NMB48名義
- 北川謙二
  - 星空のキャラバン - 「白組」名義
- 「僕らのユリイカ」に収録
  - 届かなそうで届くもの

AKB48 チームサプライズ名義
重力シンパシー公演
- 重力シンパシー
- そのままで
- 素敵な三角関係
- 旅立ちのとき
- AKBフェスティバル
- キミが思ってるより…
- ハートのベクトル

バラの儀式公演
- 未来が目にしみる
- 愛しさを丸めて
- 誰が2人を出会わせたのか?
- バラの儀式
- 美しい狩り
- 哲学の森
- ほっぺ、ツネル

### アルバム選抜楽曲
AKB48名義
『ここにいたこと』に収録
- 少女たちよ
- 僕にできること - 「チームK」名義
- 人魚のバカンス
- ここにいたこと - 「AKB48+SKE48+SDN48+NMB48」名義

『1830m』に収録
- ファースト・ラビット
- 家出の夜 - 「チームK」名義
- やさしさの地図
- 行ってらっしゃい
- 青空よ 寂しくないか? - 「AKB48+SKE48+NMB48+HKT48」名義

『次の足跡』に収録
- After rain
- 10クローネとパン
- 確信がもてるもの - 「Team A」名義
- 僕は頑張る

『ここがロドスだ、ここで跳べ!』に収録
- 愛の存在
- Conveyor - 「横山Team K」名義
- 友達でいられるなら

『0と1の間』に収録
- あの頃、好きだった人
- Clap - 「Team A」名義

『サムネイル』に収録
- あの日の自分
- ひび割れた鏡

『僕たちは、あの日の夜明けを知っている』に収録
- 靴紐の結び方
- クサイモノだらけ

NMB48名義
『てっぺんとったんで!』に収録
- てっぺんとったんで!
- 12月31日
- Lily - 「team N」名義
- 太宰治を読んだか?

### その他の参加楽曲
シングル「右足エビデンス」（「藤田奈那」名義）に収録
- 君は今までどこにいた? - 「AKB48」名義

配信限定楽曲
- センチメンタルトレイン 完全版
- 近いのに離れてる
- 恋人いない選手権

### 未音源化曲
- 私に似てる（ニンテンドー3DS用ソフト『AKB48+Me』収録曲）
- 恋のバイトル（ディップ『バイトル』CMソング）[90]

ぱちスロAKB48 勝利の女神
- あなたの代わりはいない
- 君のニュース
- ヘビーローテーション
- AKBフェスティバル

### 劇場公演ユニット曲
研究生「アイドルの夜明け」公演
- 残念少女

チームB 4th Stage「アイドルの夜明け」
※中塚智実の全員曲アンダー
研究生「恋愛禁止条例」公演
- 恋愛禁止条例

チームA 5th Stage「恋愛禁止条例」
- スコールの間に（バックダンサー）
- 真夏のクリスマスローズ（バックダンサー）
- 恋愛禁止条例（宮崎美穂のアンダー）

研究生「シアターの女神」公演
- キャンディー
- 夜風の仕業（大場美奈の代役）

チームB 5th Stage「シアターの女神」
- ロマンスかくれんぼ（前座ガールとして）
- キャンディー（河西智美のアンダー）

チームA 6th Stage「目撃者」
- サボテンとゴールドラッシュ（篠田麻里子のアンダー）
- ミニスカートの妖精（前座ガールズとして）

チームK 6th Stage「RESET」
（チームK昇格前）
- 檸檬の年頃（前座ガールズとして）

（チームK昇格後）
- 制服レジスタンス（旧小野恵令奈ポジション）

チームN 1st Stage「誰かのために」リバイバル公演
- ライダー（元・松田栞ポジション）

篠田チームA→横山チームA ウェイティング公演
- 純愛のクレッシェンド（チームA 4th Stage「ただいま恋愛中」）
- ツンデレ!（チームA 5th Stage「恋愛禁止条例」）
- 記憶のジレンマ

横山チームK「RESET」公演
- 明日のためにキスを
- 奇跡は間に合わない（兒玉遥のアンダー）

チームA 7th Stage「M.T.に捧ぐ」
- 月と水鏡

## 作品

### ソロ楽曲
- May（作詞：秋元康、作曲：松尾清憲、編曲：武藤星児）
- 月と水鏡（作詞：秋元康、作編曲：石井健太郎）
- 君がいなくなる12月（作詞：秋元康、作曲：浦島健太・山本匠、編曲：山本匠）

### 映像作品
- 「ゆいはんの夏休み」〜京都いろどり日記〜（2015年3月18日、関西テレビ放送、SSBX-2381 / SSXX-21）
- 横山由依（AKB48）がはんなり巡る 京都いろどり日記（関西テレビ放送）
  - 第1巻「京都の名所 見とくれやす」編（2017年9月13日、SSBX-2382 / SSXX-22）
  - 第2巻「京都の絶景 見とくれやす」編（2018年1月17日、SSBX-2383 / SSXX-23）
  - 第3巻「京都の春は美しおす」編（2018年3月28日、SSBX-2384 / SSXX-24）
  - 第4巻「美味しいものをよばれましょう」編（2018年10月31日、SSBX-2387 / SSXX-27）
  - 第5巻「京の伝統見とくれやす」編（2019年2月6日、SSBX-2388 / SSXX-28）
  - 第6巻「お着物を普段着として楽しみましょう」編（2020年02月12日、SSBX-2389 / SSXX-29）

#### コンサート
| # | リリース日     | タイトル                                | レーベル | 規格品番  | 販売形態 |
| - | -------------- | --------------------------------------- | -------- | --------- | -------- |
| 1 | 2018年10月19日 | 横山由依 ソロコンサート〜実物大の希望〜 | AKS      | AKB-D2387 | DVD      |
| 1 | 2018年10月19日 | 横山由依 ソロコンサート〜実物大の希望〜 | AKS      | AKB-D2388 | Blu-ray  |

## タイアップ
| 楽曲     | タイアップ                                                                   | 出自                            | 備考   |
| -------- | ---------------------------------------------------------------------------- | ------------------------------- | ------ |
| 月と水鏡 | テレビ朝日・ビデオパス・テレ朝動画連続ドラマ：『AKBラブナイト 恋工場』主題歌 | チームA 7th Stage「M.T.に捧ぐ」 | [ 91 ] |

## コンサート
- 横山由依ソロコンサート〜実物大の希望〜（2018年1月17日、TOKYO DOME CITY HALL）[55]

## 出演

### テレビドラマ
- マジすか学園シリーズ
  - マジすか学園 最終話（2010年3月27日、テレビ東京） - 馬路須加女学園生徒 役
  - マジすか学園2（2011年4月16日 - 7月2日、テレビ東京） - おたべ 役
  - マジすか学園4（2015年1月20日 - 3月31日 、日本テレビ） - おたべ 役
  - マジすか学園5（2015年8月25日、日本テレビ） - おたべ 役[注釈 8]
  - キャバすか学園（2016年10月30日 - 2017年1月15日、日本テレビ） - まぐろ / おたべ 役[93][94]
  - マジムリ学園（2018年7月26日 - 9月27日、日本テレビ） - ラマン / 後白河法子 役[95]
- Dr.伊良部一郎 第7話（2011年3月20日、テレビ朝日） - 本人 役
- So long ! 第1話（2013年2月12日、日本テレビ） - 津田朋絵 役
- セーラーゾンビ（2014年4月19日 - 7月19日、テレビ東京） - ユイ 役
- 劇場霊からの招待状 第1話「埋葬」（2015年10月17日[注釈 9]、TBS） - 主演・香坂里緒 役[96]
- AKBホラーナイト アドレナリンの夜 第41話「リメイク」（2016年3月3日、テレビ朝日） - 主演・法子 役[97][98]
- AKBラブナイト 恋工場 第21話「別れの時間」（2016年7月7日、テレビ朝日） - 主演・美結 役[99]
- 豆腐プロレス（2017年1月22日 - 7月2日、テレビ朝日） - 横山由依 / ロングスピーチ横山 役[100][101]
- はんなりギロリの頼子さん（2018年4月25日 - 5月16日、関西テレビ） - 主演・新堂頼子 役[102]
- チート〜詐欺師の皆さん、ご注意ください〜 第1話（2019年10月3日、読売テレビ） - 細川玲子 役
- ペットドクター花咲万太郎の事件カルテ2〜お隣さんは殺人犯!?〜（2023年12月29日、BS-TBS） - 唐沢菜摘 役[103]
- レプリカ 元妻の復讐（2025年7月7日 - 、テレビ東京） - 金城桜子 役[104]
- 40までにしたい10のこと（2025年8月2日 -、テレビ東京） - 田中理央 役[105]

### 配信ドラマ
- マジすか学園5（2015年8月25日 - 10月27日、Hulu） - おたべ 役[注釈 8]
- AKBホラーナイト アドレナリンの夜 第42話「リメイク 〜Another〜」（2016年3月3日、ビデオパス・テレ朝動画） - 主演・法子 役[97][98]
- CROW'S BLOOD（2016年7月23日 - 8月27日、Hulu） - 古郡千沙 役[106]
- HANARE RARENAI（2022年2月14日 - 18日、全5話、ソニー・ミュージックエンタテインメント ソーシャルドラマYouTubeチャンネル「みせたいすがた」） - 清竜人とW主演[107]
- 結婚するって、本当ですか（2022年10月7日配信、Amazon Prime Video） - 辻マリ 役[108]

### 映画
- NMB48 げいにん!THE MOVIE お笑い青春ガールズ!（2013年8月1日、よしもとクリエイティブ・エージェンシー） - 横山由依（本人） 役
- 夢は牛のお医者さん（2014年3月29日、テレビ新潟） - ナレーション[109]
- NMB48 げいにん!THE MOVIE リターンズ 卒業!お笑い青春ガールズ!!新たなる旅立ち（2014年7月25日、よしもとクリエイティブ・エージェンシー） - 友情出演
- 9つの窓「漁船の光」（2016年2月6日、キャンター） - 主演・詩織 役[110]
- 劇場版 ドルメンX（2018年6月15日、KATSU-do） - 記者 役[111]
- 空母いぶき（2019年5月24日、キノフィルムズ / 木下グループ） - 柿沼正人の妻 役（写真のみの出演）
- IF I STAY OUT OF LIFE...?　Part Ⅰ『HANARE RARENAI』（2022年9月24日、ソニー・ミュージックレーベルズ） - ヒロイン・カホ 役[112][113]

### バラエティ
- ヨンパラ FUTUREゲームバトル（2011年10月10日 - 2012年3月26日、TBS）
- 横山由依（AKB48）がはんなり巡る 京都・美の音色（2012年7月18日 - 2013年6月19日 毎月1回放送、関西テレビ） - 初の冠番組
- 横山由依（AKB48）がはんなり巡る 京都いろどり日記（2013年7月17日 - 2020年12月13日 毎月2回放送、関西テレビ）
- しくじり先生 俺みたいになるな!!（2016年3月14日[114] - 、テレビ朝日・ABEMA） - 生徒・お笑い研究部の生徒（準レギュラー[115]）
- はじめて!ゴルフ〜目指せ120切り〜（2017年1月10日 - 8月1日、女性チャンネル♪LaLa TV / 2017年1月12日 - 8月24日、ゴルフネットワーク） - 応援隊長（ナレーション）[116]
- はじめて!ゴルフ2〜目指せ120切り〜（2017年9月5日 - 2018年2月6日、女性チャンネル♪LaLa TV / 2017年9月8日 - 2018年2月9日、ゴルフネットワーク） - 応援隊長（ナレーション）[117][118]
- ラストアイドル（2018年1月21日 - 4月1日、テレビ朝日） - season2、MC[119]
- ミライ☆モンスター（2018年4月1日 - 2021年12月26日、フジテレビ） - MC[120]
- 今年一番ウケたネタ大賞（2018年12月23日、関西テレビ） - MC[121]
- ぶらり途中下車の旅 （日本テレビ） - 旅人
  - 「都営大江戸線の旅」（2021年11月27日）[122]
  - 「京浜東北線の旅」（2022年3月19日）[123]
  - 「中央・総武線の旅」（2022年10月8日）[124]
  - 「大晦日 京都2時間SP」（2022年12月31日）[125]
  - 「日比谷線の旅」（2023年4月8日）[126]
  - 「秩父鉄道・東武東上線の旅」（2023年9月2日）[127]
  - 「有楽町線の旅」（2024年3月9日）[128]
  - 「京王動物園線・京王線の旅」（2024年7月20日）[129]
  - 「武蔵野線の旅｣（2024年11月9日）[130]
  - 「東武東上線の旅｣（2025年5月10日）[131]
- 激レアさんを連れてきた。（2024年3月4日、テレビ朝日）MCの弘中綾香アナウンサーが2023年10月23日の放送をもって産休入りしたため、代役としてこの日に登場[132]。

### その他のテレビ番組
- ETV特集 “ノンポリのオタク”が日本を変える時 〜怒れる批評家・宇野常寛〜（2013年2月10日、NHK Eテレ） - ナレーション[133]
- 心の絆！旅立ちスペシャル2016～エール！輝く君の明日のために～（2016年3月26日・27日、BS日テレ） - MC[134]
- 情熱大陸（2016年6月26日、MBS）[135]
- うまいッ!（2022年11月21日、NHK総合） - 食材ハンター（リポーター）

### ネット番組
- おしゃべり処 ゆい飯（2023年8月 - 、YouTube「動画、はじめてみました【テレビ朝日公式】」） - MC

### ラジオ
- AKB48横山由依 アッパレ横山!任せてください（2016年10月3日 - 2018年3月26日、MBSラジオ）[136]
- クリス松村のザ・ヒットスタジオ（2018年4月3日 - 2019年3月26日、MBSラジオ）[137][138]

### 舞台
- マジすか学園 〜京都・血風修学旅行〜（2015年5月14日 - 19日、アイアシアタートーキョー） - 主演・オタベ 役（松井玲奈とW主演）[139][140]
- リーディングシアター「恋工場」（2016年9月22日、ベルサール渋谷ガーデン Cホール）[141]
- 舞台版「マジムリ学園」（2018年10月19日 - 28日、日本青年館ホール） - ラマン 役[142]
- 武田鉄矢・コロッケ特別公演 第1部「水戸黄門」（2019年5月5日 - 28日、博多座） - 豊 役[143][144]
- Bunkamura30周年記念 シアターコクーン・オンレパートリー2019『美しく青く』（2019年7月11日 - 28日、シアターコクーン / 8月1日 - 3日、森ノ宮ピロティホール） - 田辺真紀 役[145]
- 博多座開場20周年記念公演「仁義なき戦い〜彼女（おんな）たちの死闘編〜」（2019年11月9日 - 14日、博多座） - 広能昌三 役[146]
- 新橋演舞場シリーズ第7弾 東京喜劇 熱海五郎一座 Jazzyなさくらは裏切りのハーモニー〜日米爆笑保障条約〜（2021年5月30日 - 6月27日、新橋演舞場） - アキバ&サクラ（双子） 役 [147][148]
- マーダーミステリーシアター「演技の代償」Replay（2021年7月19日、配信） - 京本まひる 役[149]
- ブランニューオペレッタ「Cape jasmine」（2021年10月6日・7日、日本青年館ホール）[150][151][152]
- パルコ・プロデュース「三十郎大活劇」（2022年4月2日 - 17日、新国立劇場 中劇場 / 4月22日 - 23日、COOL JAPAN PARK OSAKA WWホール） - ヒロイン・おやつ 役[153][154]
- キャッチ・ミー・イフ・ユー・キャン（2022年8月11日 - 9月4日、東京国際フォーラム Cホール / 9月9日 - 15日、オリックス劇場） - ブレンダ・ストロング 役[155]
- 朗読劇「青空」（2022年11月1日・8日、銀座博品館劇場） - 大和 役[156][157]
- 明治座創業150周年記念 明治座9月純烈公演　第1部「ハリウッドスターになりたくない！」（2023年9月8日 - 10月1日、明治座） - キャロル 役[158]
- Bunkamura Production 2024「ハザカイキ」（2024年3月31日 - 4月22日、THEATER MILANO-Z / 4月27日 - 5月6日、森ノ宮ピロティホール）[159]
- 舞台「カルメン故郷に帰る」（2024年8月17日 - 9月21日、新橋演舞場 他） - 朱美 役[160][161]
- リーディング「怪談の語り場」（2025年7月26日・27日、浅草九劇）[162]
- 醉いどれ天使（2025年11月7日 - 23日〈予定〉、明治座 / 11月28日 - 30日〈予定〉、御園座 / 12月5日 - 14日〈予定〉、大阪新歌舞伎座） - ぎん 役（岡田結実とWキャスト）[163]

### ミュージック・ビデオ
- サーターアンダギー「卒業」（2011年2月23日）[164]
- NMB48 白組「奥歯」（2013年6月19日）
- XIIX「Halloween Knight 」（2020年）[165]
- 清竜人「離れられない」（2022年）[166]

### CM・広告
- 新生銀行カードローン レイク
  - 「ボクは何でもスマホ」篇（2015年2月 - ）
  - 「なんでもメールって」篇(2015年10月 - )
  - 「ポイントでつむぐ愛」篇（2016年3月 - ）
  - 「キミの動画好きだけど…」篇（2016年4月 - ）
- 西日本ジェイアールバス・ジェイアールバス関東「ドリーム号」アンバサダー[167]
  - WEB動画
    - 横山さん、独白篇（2016年12月）[167][168]
    - ゆいはん グランドリーム号 体験レポート篇（2016年12月）[167][168]
    - 横山さん、想う篇 A（2017年1月）[168]
    - 横山さん、想う篇 B（2017年1月）[168]

  - DREAM　Relier
    - 二人の横山さん篇（2017年3月2日 - ）[169][170]

  - 西バス30周年「新しい、出会い。」篇（2018年3月）[171]
- サントリー 烏龍茶「新・竜兵会の掟」（2018年3月26日 - 、サントリー食品インターナショナル）[172][173][174]
  - 「カンパイはなまウーで」篇
  - 「烏龍茶で食事を楽しむべし!」篇
  - 「烏龍茶はエクストラホットもあり!」篇
  - 「会の〆は烏龍茶で息スッキリ!」篇
- ソニー銀行×あざとくて何が悪いの? インフォマーシャルCM - エリカ 役

### 広報
- 平成30年「110番の日」イメージキャラクター（2018年、警視庁）[175]
- 2022年京都府知事選挙 PRキャラクター（2022年4月10日投開票、京都府選挙管理委員会）[176][177]

### イベント
- 第3回 ご当地!絶品うまいもん甲子園 決勝大会（2014年10月31日、東京ガス Studio+G GINZA） - 審査員[178]
- 豆腐プロレス The REAL 2017 WIP CLIMAX in 後楽園ホール（2017年8月29日、後楽園ホール） - ロングスピーチ横山 役
- 第84回NHK全国学校音楽コンクール（2017年10月9日、NHKホール） - 中学生の部、司会[179]
- 豆腐プロレス The REAL 2018 WIP QUEENDOM in 愛知県体育館（2018年2月23日、愛知県体育館） - ロングスピーチ横山 役
- オールナイトニッポン50周年感謝パーティー『オール感謝ニッポン』（2018年10月2日、帝国ホテル） - 司会進行[180]

## 書籍

### 著書
- AKB48 横山由依卒業メモリアルブック 深夜バスに乗って（2021年11月27日、光文社、撮影:桑島智輝、ASIN B09J782XMV）

### 写真集
- 20±SWEET 2014SPRING（2014年4月4日、東京ニュース通信社）ISBN 978-4863363939
- 横山由依ファースト写真集『ゆいはん』（2015年2月5日、学研パブリッシング、撮影：長野博文、絵：池永康晟、ISBN 978-4-05-406158-3）

### ウェブ連載
- AKB48横山由依「教えて!プロピッカー」（2016年7月31日 - 、NewsPicks）[181]

### カレンダー
- 横山由依 2012年カレンダー（2011年11月19日、ハゴロモ）
- 横山由依 2012 TOKYOデートカレンダー（2011年11月29日、ハゴロモ）
- 壁掛 AKB48-12 横山由依 カレンダー2013年（2012年11月30日、ハゴロモ）
- 卓上 横山由依 カレンダー2013年（2012年12月7日、ハゴロモ）
- 壁掛 横山由依 カレンダー2014年（2013年12月6日、ハゴロモ）
- 卓上 横山由依 カレンダー2014年（2013年12月6日、ハゴロモ）
- （壁掛）AKB48 横山由依 カレンダー2015年（2014年12月13日、ハゴロモ）
- クリアファイル付（卓上）AKB48 横山由依 カレンダー2015年（2014年12月13日、ハゴロモ）